# Solar Impulse
Solar Impulse är en flygplansmodell som drivs enbart med hjälp av solenergi. Det är också projektet som konstruerar och tillverkar planet. Projektet drivs vid École polytechnique fédérale de Lausanne. Det stöttas även av Bertrand Piccard som deltog i den första ballongfärden runt jorden. Den 8 juli 2010 lyckades piloten André Borschberg genomföra en 26 timmar lång flygning med planet som bär beteckningen HB-SIA. Projektet har också ett något större flygplan med beteckningen HB-SIB. 

## Solar Impulse 2
Solar Impulse 2 som har flygplansvingar som är täckta av mer än 17 000 solceller startade sin jorden runt-resa i Abu Dhabi i Förenade arabemiraten den 9 mars 2015. För att invänta rätt väderleksförhållanden över Stilla havet blev planet tvunget att stå still i över en månad i Kina. Den 31 maj startade planet igen sin resa, denna gången den ansett svåraste resan över Stilla havet, från Nanjing i östra Kina till Hawaii. Den sjunde etappen fick dock avbrytas när planet tvingades landa i Japan och stå still även där i en månad i väntan på bättre väder. Sedan lyfte planet från Nagoya för att flyga till Hawaii. Planet skadades på den resan och tog flera månader att reparera. Däremot tog färden från Hawaii till Mountain View i norra Kalifornien endast tre dagar. Den 20 juni 2016 startade planet från JFK i New York för att flyga över Atlanten till Sevilla. Planet avslutade sin utsläppsfria resa runt jorden när den landade på flygplatsen i Abu Dhabi den 23 juli 2016. Den 35 000 kilometer långa resan planerades ta fem månader i anspråk. Skador på batteriet gjorde dock att planet tvingades stå stilla i nio månader.
Den här artikeln är helt eller delvis baserad på material från engelskspråkiga Wikipedia, Solar Impulse, 12 juli 2010.